# 卡特羅姆斯科耶湖
60°5′34″N 40°20′58″E / 60.09278°N 40.34944°E
卡特羅姆斯科耶湖（俄语：Катромское），是俄羅斯的湖泊，位於該國西北部，由沃洛格達州負責管轄，長5公里、寬4公里，面積14.2平方公里，海拔高度180米，湖岸線長度15公里，集水區面積60.2平方公里，平均水深1.7米，最大水深3.2米。